# Anders Bäckegren
Anders Bäckegren   (Göteborg, 25 de juliol de 1968) és un jugador d'handbol suec, ja retirat, que va competir entre finals de la dècada de 1980 i començament del segle xx.
El 1992 va prendre part en els Jocs Olímpics de Barcelona, on guanyà la medalla de plata en la competició d'handbol amb la selecció sueca. En el seu palmarès també destaca una medalla de bronze al Campionat del món d'handbol de 1993. Amb la selecció sueca jugà un total de 57 partits en què marcà 92 gols.
A nivell de clubs jugà al BK Heid (1987-1989), Redbergslids IK (1989-1996), amb qui guanyà tres campionats suecs, i VfL Bad Schwartau (1996-2001). Després de lesionar-se el lligament creuat per segona vegada el desembre del 2000 va decidir retirar-se.